# Scareglia
Scareglia (in dialetto locale "Scarèa", in dialetto ticinese "Scaréa") è una frazione del comune svizzero di Lugano, nel Canton Ticino (distretto di Lugano). Fa parte del quartiere di Val Colla.

## Storia

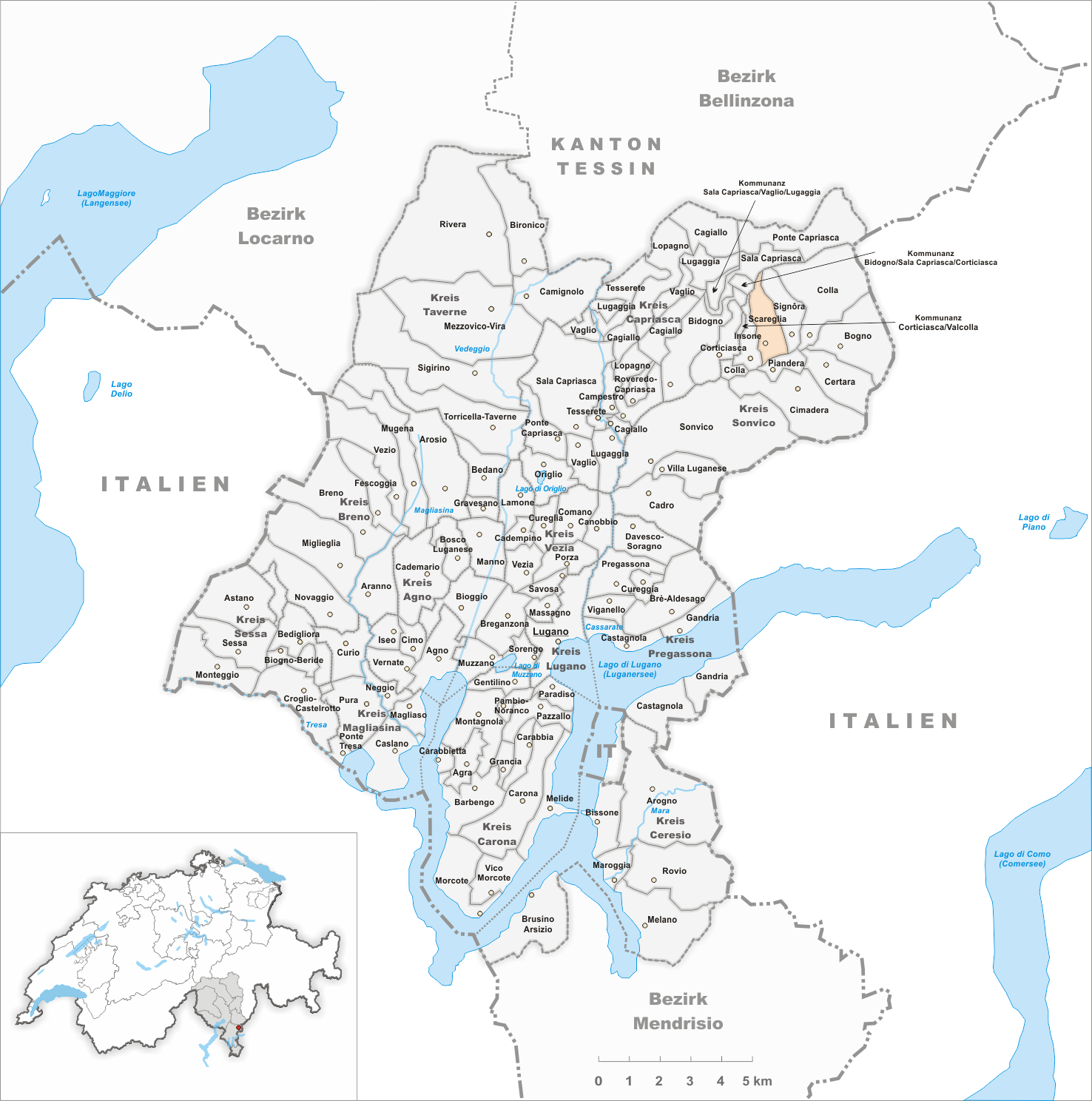
Il territorio del comune di Scareglia prima degli accorpamenti comunali del 1956

Già comune autonomo, nel 1956 è stato accorpato agli altri comuni soppressi di Colla, Insone, Piandera e Signôra per formare il nuovo comune di Valcolla, il quale a sua volta nel 2013 è stato aggregato agli altri comuni soppressi di Bogno, Certara e Cimadera per formare il nuovo quartiere di Lugano denominato Val Colla.

## Monumenti e luoghi d'interesse
- Oratorio di Santa Maria della Neve, eretto nel XVII secolo[senza fonte].

## Amministrazione
Ogni famiglia originaria del luogo fa parte del cosiddetto comune patriziale ed ha la responsabilità della manutenzione di ogni bene ricadente all'interno dei confini della frazione. L'ufficio patriziale, rieletto il 26 aprile 2009, è presieduto da Angelo Petralli.